# Sovrani della Persia
Quella che segue è una lista degli Scià delle principali dinastie della Persia, che include tutti i regni e gli Imperi che hanno governato sul territorio geografico dell'attuale Iran e i loro sovrani, da Ciro II di Persia a Mohammad Reza Pahlavi. Sono omesse le dinastie che hanno esercitato solo un dominio parziale sul territorio persiano.
|  |

## Impero achemenide (559 a.C.-336 a.C.)

Impero persiano nella sua massima estensione territoriale, sotto il dominio dell'Imperatore Dario I (dal 522 a.C. al 486 a.C.)

| Nome                           | Ritratto | Data di nascita | Regno    | Regno    | Consorti                          | Note |
| Nome                           | Ritratto | Data di nascita | Inizio   | Fine     | Consorti                          | Note |
| ------------------------------ | -------- | --------------- | -------- | -------- | --------------------------------- | --- |
| Achemenidi (559 a.C.-336 a.C.) |          |                 |          |          |                                   | |
| Ciro II il Grande              |          | 590 a.C.        | 559 a.C. | 529 a.C. | Cassandane                        | fondatore dell'impero Persiano; fu incoronato Re dei Re nel 559 a.C. |
| Cambise II                     |          | 560 a.C.        | 529 a.C. | 522 a.C. | ?                                 | Figlio di Ciro il Grande |
| Smerdi                         |          |                 | 522 a.C. | 522 a.C. |                                   | Figlio di Ciro il Grande |
| Dario I                        |          | 550 a.C.        | 522 a.C. | 486 a.C. | Atossa                            | Membro di un'importante famiglia nobile persiana; guidò la spedizione persiana a Maratona (Grecia) contro i Greci. Morì nel 486 a.C. mentre preparava l'esercito per debellare una rivolta in Egitto. Fu il fondatore della dinastia Achemenide. |
| Serse I                        |          | 519 a.C.        | 486 a.C. | 465 a.C. | Amestris                          | Figlio di Dario I; partecipò come il padre alle guerre contro i Greci. Nel 480 a.C. con un esercito che contava tra i 100.000 ed i 200.000 uomini e 600 -700 navi, giunse in Grecia con lo scopo di imporvi la propria sovranità. Risale all'agosto di quello stesso anno la battaglia delle Termopili, che si concluse con la disfatta dei Greci e la morte del re spartano Leonida, comandante dell'esercito greco. Serse morì nel 465 a.C.a Persepoli assassinato in una congiura a palazzo. |
| Artaserse I                    |          | 486 a.C.        | 465 a.C. | 425 a.C. | Damaspia                          | figlio di Serse I |
| Serse II                       |          | 463 a.C.        | 425 a.C. | 424 a.C. | -                                 | figli di Artaserse I |
| Sogdiano                       |          | 460 a.C.        | 424 a.C. | 423 a.C. | -                                 | figli di Artaserse I |
| Dario II                       |          | 461 a.C.        | 423 a.C. | 404 a.C. | Parisatide                        | figlio di Artaserse I. Sarebbe dovuto salire lui alla morte del fratello maggiore Serse II, ma salì il fratello minore Sogdiano. Lo assassinò nel 423 a.C. |
| Artaserse II                   |          | 430 a.C.        | 404 a.C. | 396 a.C. | Statira                           | figlio di Dario II; combatté contro il fratello Ciro il Giovane per mantenere il trono. |
| Artaserse III                  |          | 419 a.C.        | 396 a.C. | 359 a.C. | ignoto                            | figlio di Artaserse II. |
| Artaserse IV                   |          | 381 a.C.        | 359 a.C. | 336 a.C. | -                                 | figlio di Artaserse III. |
| Dario III                      |          | 380 a.C.        | 336 a.C. | 330 a.C. | Sisigamba; un figlio e tre figlie | figlio di Artaserse III e fratello di Artaserse IV. Fu l'ultimo sovrano della dinastia degli Achemenidi; si scontrò con i Macedoni di Alessandro Magno. |

## Regno di Macedonia (336 a.C.-311 a.C.)

L'Impero macedone nella sua massima estensione

| Nome                                    | Ritratto | Data di nascita | Regno    | Regno    | Matrimoni                                                 | Note |
| Nome                                    | Ritratto | Data di nascita | Inizio   | Fine     | Matrimoni                                                 | Note |
| --------------------------------------- | -------- | --------------- | -------- | -------- | --------------------------------------------------------- | --- |
| Alessandro I Magno (Αλέξανδρος ὁ Μέγας) |          | 356 a.C.        | 336 a.C. | 323 a.C. | (1) Statira un figlio e tre figlie; (2) Rossane un figlio | Figlio di Filippo; continuò la conquista dell'Impero Persiano. Nel 330 a.C. sarà anche re dei persiani; re dei Macedoni con il nome di Alessandro III. Sconfisse Dario III nella battaglia di Isso e conquistò l'Impero Persiano. Morì a Babilonia nel 323 a.C. di malaria. Venne istruito dal filosofo greco Aristotele, suo precettore. |
| Filippo Arrideo (Φίλιππος)              |          | 359 a.C.        | 323 a.C. | 317 a.C. | Euridice II di Macedonia                                  | Fratellastro di Alessandro Magno, re dei Macedoni con il nome di Filippo III |
| Alessandro II (Αλέξανδρος)              |          | 323 a.C.        | 323 a.C. | 311 a.C. | -                                                         | Figlio di Alessandro Magno e di Rossane; re dei Macedoni con il nome di Alessandro IV |
| Cassandro (Κάσσανδρος)                  |          | 378 a.C.        | 311 a.C. | 297 a.C. | ?                                                         | generale dell'esercito Macedone di Filippo II e di suo figlio Alessandro Magno; guidò la spedizione Macedone a Isso contro i Persiani di re Dario III. Venne incoronato re nel 311 a.C. alla morte di Alessandro IV, figlio di Alessandro Magno.                                                                                          |

### Governo dei diadochi (323 a.C.- 305 a.C.)
- Perdicca (323 a.C.-320 a.C.)
- Antigono (316 a.C.-308.C.)
- Seleuco I Nicatore (308 a.C. - 305 a.C.)

## Impero seleucide (305-129 a.C.)

L'Impero seleucide nella sua massima estensione

### Dinastia Seleucide (305 a.C.-100 a.C.)
- Seleuco I Nicatore (305-281 a.C.)
- Antioco I Sotere (281-261 a.C.)
- Antioco II Teo (261-246 a.C.)
- Seleuco II Callinico (246-225 a.C.)
- Antioco Ierace (245-226 a.C., separatista in Asia minore)
- Seleuco III Cerauno (225-222 a.C.)
- Acheo (223-213 a.C., separatista in Asia minore)
- Antioco III il Grande (222-187 a.C.)
- Seleuco IV Filopatore (187-175 a.C.)
- Antioco IV Epifane (175-164 a.C.)
- Antioco V Eupatore (164-162 a.C.)
- Timarco (163-160 a.C., usurpatore)
- Demetrio I Sotere (162-150 a.C.)
- Alessandro I Bala (150-145 a.C., usurpatore)
- Antioco VI Dioniso (145-142 a.C., usurpatore)
- Diodoto Trifone (142-137 a.C., usurpatore)
- Antioco VII Evergete Sidete (138-129 a.C.)
- Demetrio II Nicatore (129-126 a.C.)
- Seleuco V Filometore con Cleopatra Tea (126-125 a.C.)
- Antioco VIII Gripo con Cleopatra Tea (125-121 a.C.)
- Alessandro II Zabina (126-122 a.C., usurpatore)
- Antioco VIII Gripo (121-96 a.C.)
- Antioco IX Ciziceno (116-96 a.C.)
- Seleuco VI Epifane (96-95 a.C.)
- Antioco X Eusebe (95-92 a.C.)
- Antioco XI Epifane con Filippo I Filadelfo (95-92 a.C.)
- Demetrio III Euchero (95 a.C.)
- Filippo I Filadelfo (92-83 a.C.)
- Antioco XII Dionisio (87-84 a.C.)
- Tigrane II il Grande (83-69 a.C., usurpatore artassade)
- Seleuco VII Filometore (83-69 a.C., usurpatore artassade)
- Antioco XIII Asiatico (69-64 a.C.)
- Filippo II Filoromeo (66-64 a.C.)

## Impero partico (247 a.C. - 224 d.C.)

L'Impero dei Parti

- Arsace I e Tiridate I (247-211 a.C.)
- Arsace II (211-191 a.C.)
- Friapazio (191-170 a.C.)
- Arsace IV (170-168 a.C.)
- Fraate I (168-164 a.C.)
- Mitridate I (164-132 a.C.)
- Fraate II (132-128 a.C.)
- Artabano I (127-124 a.C.)
- Mitridate II (124-91 a.C.)
- Gotarze I (95-90 a.C.)
- Mitridate III (r. 87-80 a.C.)
- Orode I (80-75 a.C.)
- Sanatruce I (75-70 a.C.)
- Fraate III (70-57 a.C.)
- Mitridate IV (57-54 a.C.)
- Orode II (57-37 a.C.)
- Pacoro I (39-38 a.C.)
- Fraate IV (37-2 a.C.)
- Tiridate II (29-27 a.C.)
- Fraate V e Musa (2 a.C. - 4 d.C.)
- Orode III (4 - 6)
- Vonone I (6 - 11)
- Artabano II (11 - 38)
- Tiridate III (35-36)
- Vardane I (40 - 46)
- Gotarze II (40 - 51)
- Vonone II (51)
- Vologase I (51 - 78)
- Vardane II (55 - 58)
- Vologase II (78 - 80)
- Artabano III (80 - 81)
- Pacoro II (80 - 105)
- Vologase III (110 - 147)
- Osroe I (109 - 129)
- Partamaspate (116 - 117)
- Mitridate V (129 - 140)
- Vologase IV (147- 191)
- Vologase V (191 - 208)
- Vologase VI (208 - 228)
- Artabano IV (216 - 224)

## Impero sasanide (224-651)

L'Impero Sasanide

- Artaserse I (V) (224 - 241)
- Sapore I (241 - 272)
- Ormisda I (272 - 273)
- Bahram I (273 - 276)
- Bahram II (276 - 293)
- Bahram III (293)
- Narsete (293 - 302)
- Ormisda II (302 - 309)
- Sapore II (309 - 379)
- Artaserse II (VI) (379 - 383)
- Sapore III (383 - 388)
- Bahram IV (388 - 399)
- Yazdgard I (399 - 420)
- Bahram V (420 - 438)
- Yazdgard II (438 - 457)
- Ormisda III (457 - 459)
- Peroz (459 - 484)
- Balash (484 - 488)
- Kavad I (488 - 531)
- Jāmāsp (496 - 498)
- Cosroe I (531 - 579)
- Ormisda IV (579 - 590)
- Bahram VI (590)
- Cosroe II (590 - 628)
- Kavad II (628)
- Artaserse III (VII) (628 - 630)
- Boran (630 - 632)
- Yazdgard III (632 - 651)

## Imperi e dinastie sovranazionali (651-1501)
- Califfato dei Rashidun
- Omayyadi
- Abbasidi
- Ghaznavidi e Ghuridi
- Impero selgiuchide
- Impero corasmio
- Impero mongolo
- Ilkhanato
- Chupanidi, Jalayridi, Muzaffaridi, Injuidi e Sarbadar
- Impero timuride
- Ak Koyunlu

## Scià di Persia

### Dinastia Safavide (1501-1736)

Shāh Ismāīl I, il fondatore dello Stato safavide.

- Shāh Ismāʿīl I 1501–1524
- Shāh Ṭahmāsp I 1524–1576
- Shāh Ismāʿīl II 1576–1578
- Shāh Muḥammad Khudābanda 1578–1587
- Shāh ʿAbbās I 1587–1629
- Shāh Ṣafī 1629–1642
- Shāh ʿAbbās II 1642–1666
- Shāh Sulaymān I 1666–1694
- Shāh Sulṭān Ḥusayn 1694–1722
- Shāh Ṭahmāsp II 1722–1732
- Shāh ʿAbbās III 1732–1736

### Dinastia Afsharide (1736-1781)
- Nadir Shah (1736-1747)
- Adil (1747-1748)
- Ibrahim Afshar (1748)
- Shāh Sulaymān II 1749–1750
- Shahrokh 1750–1781

### Dinastia Qajar (1781 - 1925)
| Scià                     | Regno | Regno |
| Scià                     | Dal   | Al    |
| ------------------------ | ----- | ----- |
| Muḥammad Khān Qājār      | 1781  | 1797  |
| Fath Ali Shah            | 1797  | 1834  |
| Muhammad Shah Qajar      | 1834  | 1848  |
| Nasser al-Din Shah Qajar | 1848  | 1896  |
| Mozaffar al-Din Shah     | 1896  | 1907  |
| Mohammad ʿAli Shah       | 1907  | 1909  |
| Ahmad Shah Qajar         | 1909  | 1925  |

### Dinastia Pahlavi (1925 - 1979)
| Nome                                | Ritratto | Nascita         | Regno             | Regno                           | Morte          |
| Nome                                | Ritratto | Nascita         | Inizio            | Termine                         | Morte          |
| ----------------------------------- | -------- | --------------- | ----------------- | ------------------------------- | -------------- |
| Reza Shah (رضا پهلوی)               |          | 15 marzo 1878   | 15 dicembre 1925  | 16 settembre 1941 (abdicazione) | 26 luglio 1944 |
| Mohammad Reza Shah (محمد رضا پهلوی) |          | 26 ottobre 1919 | 16 settembre 1941 | 11 febbraio 1979 (deposizione)  | 27 luglio 1980 |

## Pretendenti al trono di Persia
| Nome                                | Ritratto | Nascita         | Regno            | Regno          | Morte          |
| Nome                                | Ritratto | Nascita         | Inizio           | Termine        | Morte          |
| ----------------------------------- | -------- | --------------- | ---------------- | -------------- | -------------- |
| Mohammad Reza Shah (محمد رضا پهلوی) |          | 26 ottobre 1919 | 11 febbraio 1979 | 27 luglio 1980 | 27 luglio 1980 |
| Reza II (رضا پهلوی)                 |          | 31 ottobre 1960 | 27 luglio 1980   | in carica      | —              |